# 인천 충렬사
인천 충렬사(仁川 忠烈祠)은 인천광역시 강화군 선원면에 있는 사우이다. 1995년 3월 1일 인천광역시 유형문화재 제21호로 지정되었다.

## 개요
1642년(인조 20) 병자호란 때 강화도에서 순절한 우의정 김상용(金尙容), 공조판서 이상길(李尙吉), 장령 이시직(李時稷), 돈녕도정 심현(沈誢), 천총(千摠) 구원일(具元一)을 향사(享祀)하기 위하여 강화도 내의 유생과 유수부(留守府)의 재정적인 지원으로 건립된 사우이다.
김상용이 살았던 강화군 선원면 선행리(仙杏里)에 위치해 있으며 1658년(효종 9)에 사액되었다. 건립 때 6인을 제향했으나, 이들과 함께 순절하고도 입향(入享)되지 못한 인물의 후손들의 호소로 1657년에 훈련정 황선신(黃善身), 훈련첨정 강흥업(康興業)을, 1658년에는 금부도사 권순장(權順長), 생원 김익겸(金益謙), 필선 윤전(尹烇)을, 1728년(영조 4)에 좌승지 홍명형(洪命亨)을, 1787년(정조 11)에 광흥수(廣興守) 이돈오(李惇五)를 각각 추향하였다.
1788년에는 척화파로서 순절했던 홍익한(洪翼漢)과 병자호란 때 근왕병을 모아 남한산성으로 가려다 순절한 윤계(尹棨)를 함께 추향하였다. 그러나 이와 같이 계속해서 추향하다보니 위차(位次) 문제가 일어나게 되었다.
이 문제는 숙종 연간이래 조정에서까지 논란을 벌이기도 했는데, 결국 김상용을 주향(主享)으로 하여 동쪽에 이상길·홍명형·이시직·윤계·황선신·권순장·김익겸, 서쪽에 심현·홍익한·윤전·이돈오·송시영·구원일·강흥업의 순으로 각기 배향하게 되었다.
현재에는 29위가 배향되어 있다.
＜충렬사동재장의선생안 忠烈祠東齋掌議先生案＞·＜도유사안 都有司案＞·＜심원록 尋院錄＞·＜충렬사사제문 忠烈祠賜祭文＞ 등의 문서와 약간의 문집류를 보관하고 있다

## 배향 인물
- 주벽 : 김상용(金尙容)-(전)우의정
- 동벽위(東壁位)
  - 이상길(李尙吉)-(전)공조판서
  - 홍명형(洪命亨)-승문원부제조
  - 이시직(李時稷)봉상시정
  - 윤계(尹棨)-남양부사
  - 윤집(尹集)-교리
  - 황선신(黃善身)-강화부중군
  - 권순장(權順長)-별좌
  - 김익겸(金益謙)-생원
  - 이돈서(李惇敍)-
  - 민성(閔垶)-파총
  - 안몽상(安夢祥)-파총
  - 전기업(全起業)-
  - 이삼(李參)-파총
  - 김득남(金得男) -첨사

- 서벽위(西壁位)
  - 황일호(黃一皓)-의주부윤
  - 심현(沈讂)-돈녕부도정
  - 홍익한(洪翼漢)-장령,삼학사
  - 윤전(尹烇)-필선
  - 김수남(金秀男)-서장관
  - 강위빙(姜渭聘)-익찬
  - 이돈오(李惇五)-훈련도감낭청
  - 송시영(宋時榮)-사복시주부
  - 구원일(具元一)-강화좌부천총(江華左部千摠)
  - 강흥업(姜興業)-강화우부천총(右部千摠
  - 황대곤(黃大坤)-파총(把摠),
  - 차명세(車命世)-파총(把摠),
  - 어재연(魚在淵)-진무중군(鎭撫中軍),신미양요(1871) 순절
  - 어재순(魚在淳)-신미양요(1871) 순절

## 갤러리

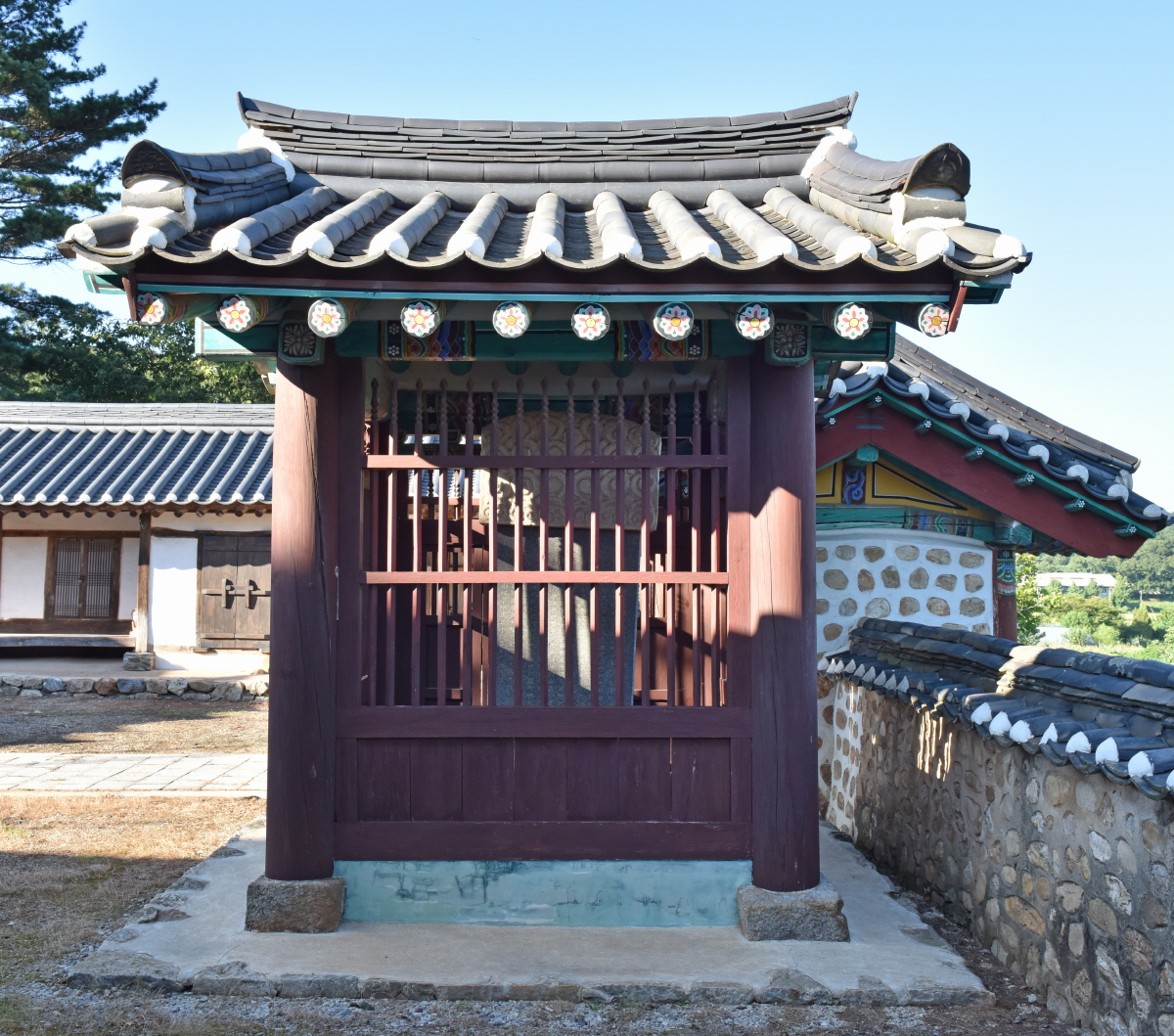
강화 충렬사 비각
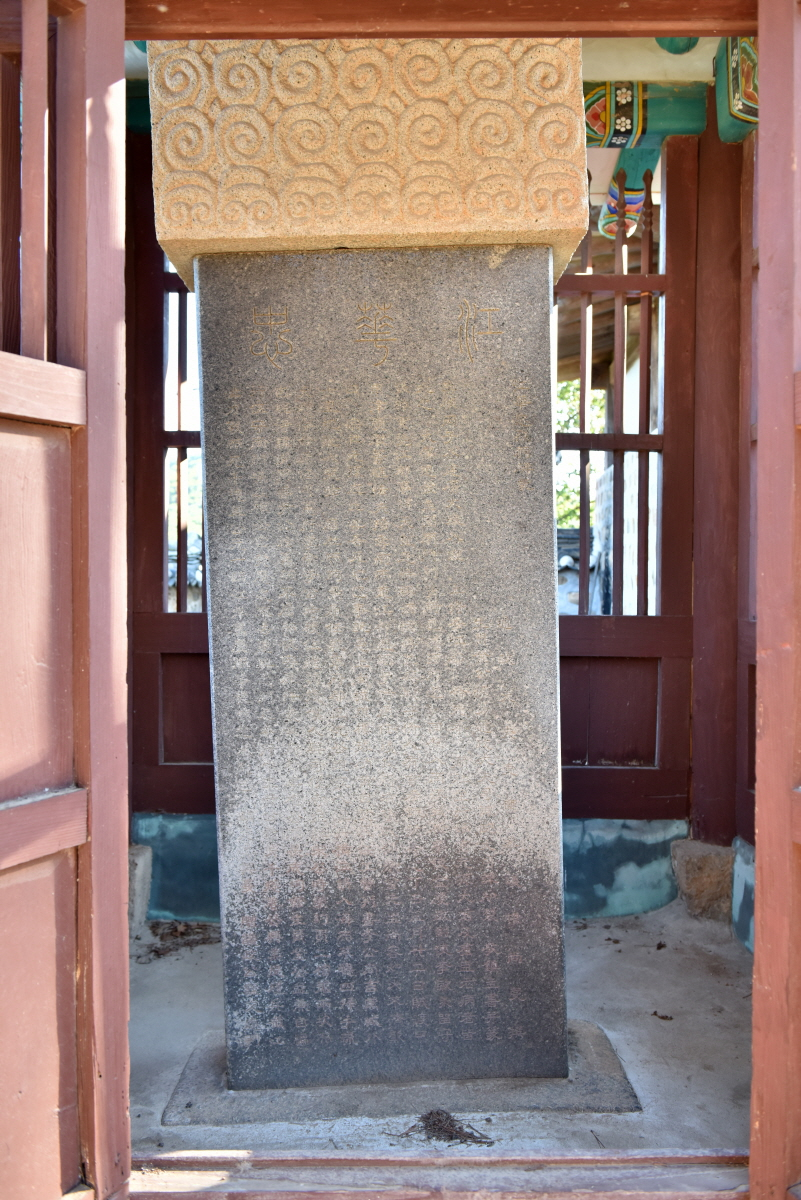
강화 충렬사비 비신
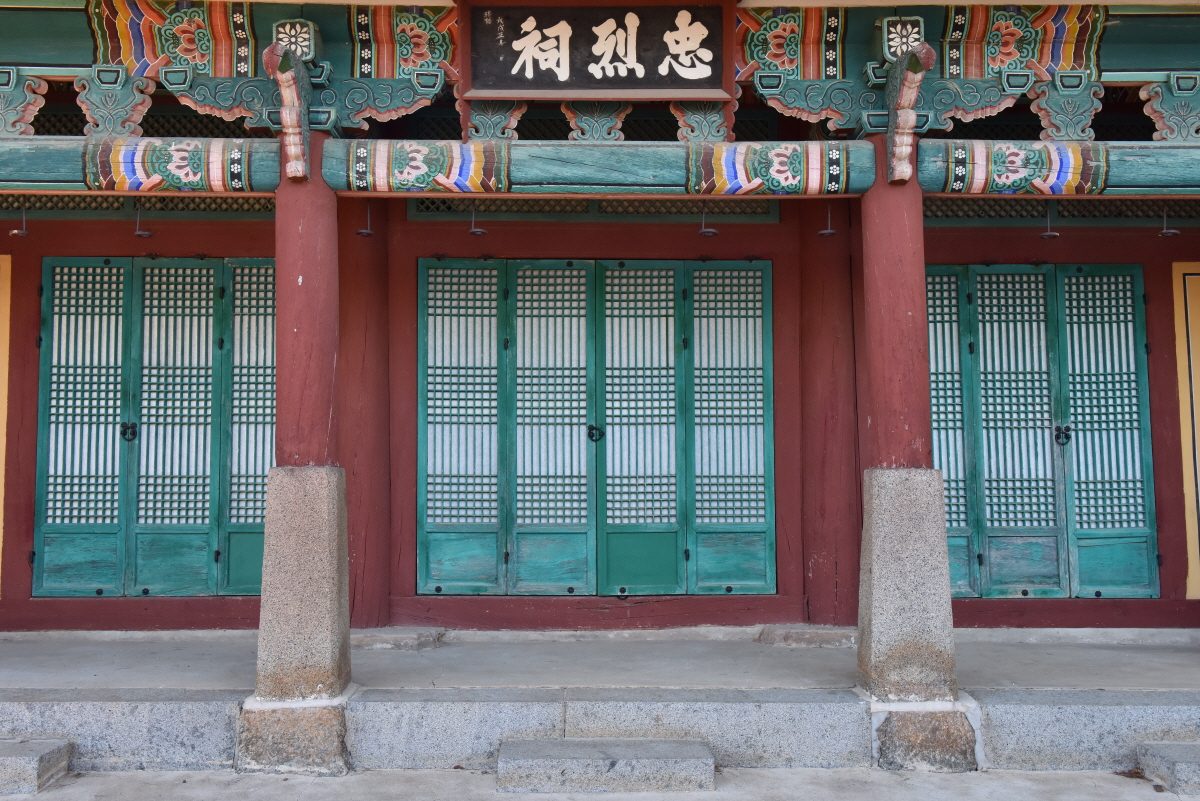
네짝 띠 창살
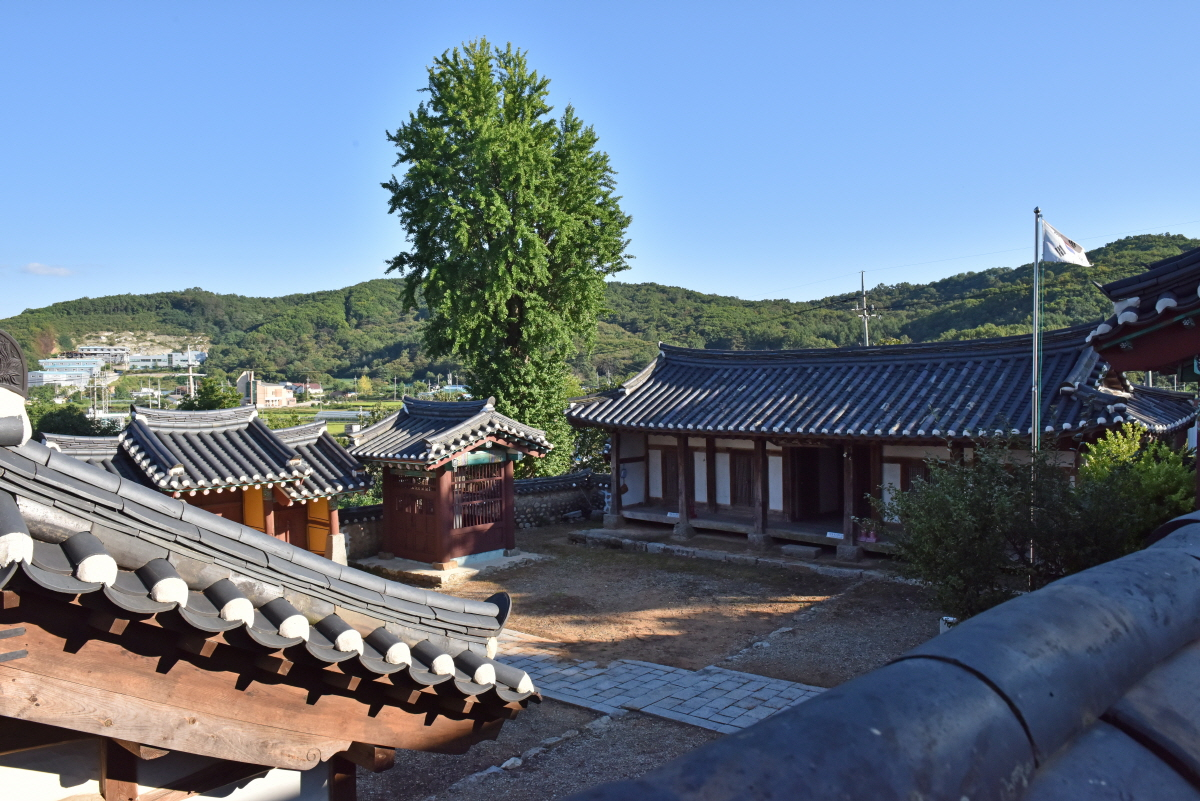
담장 전경
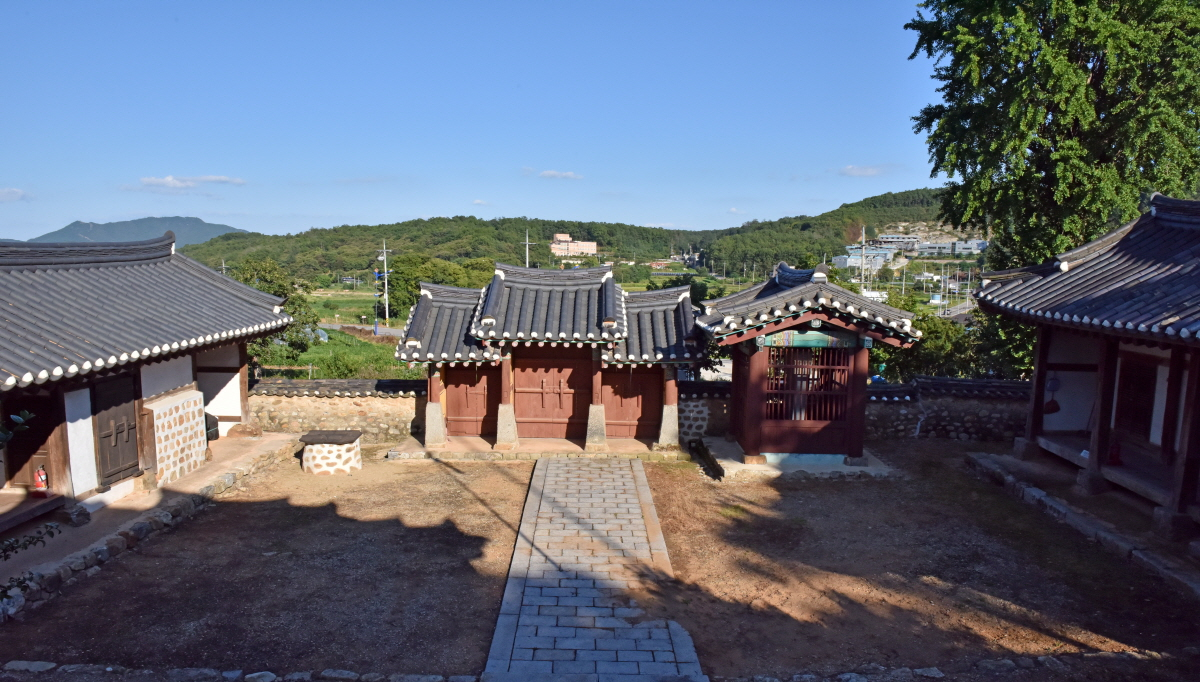
마당 전경
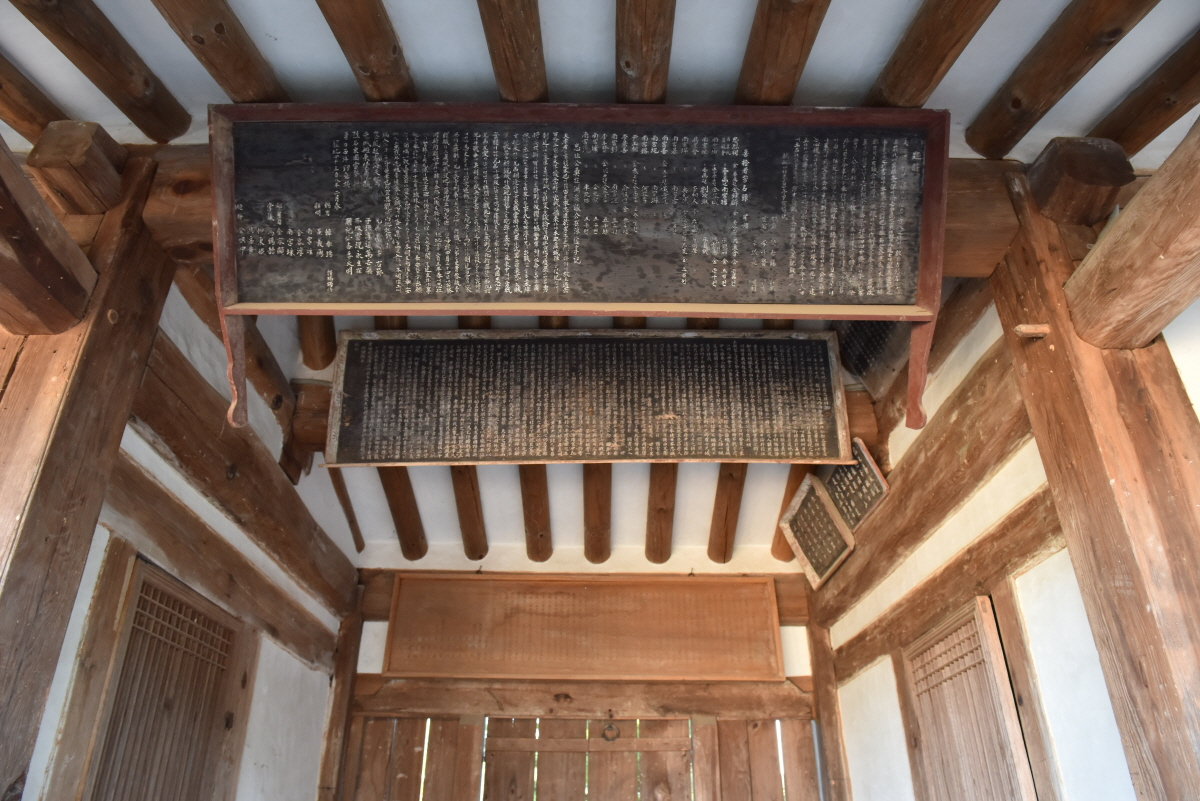
성취당 내부
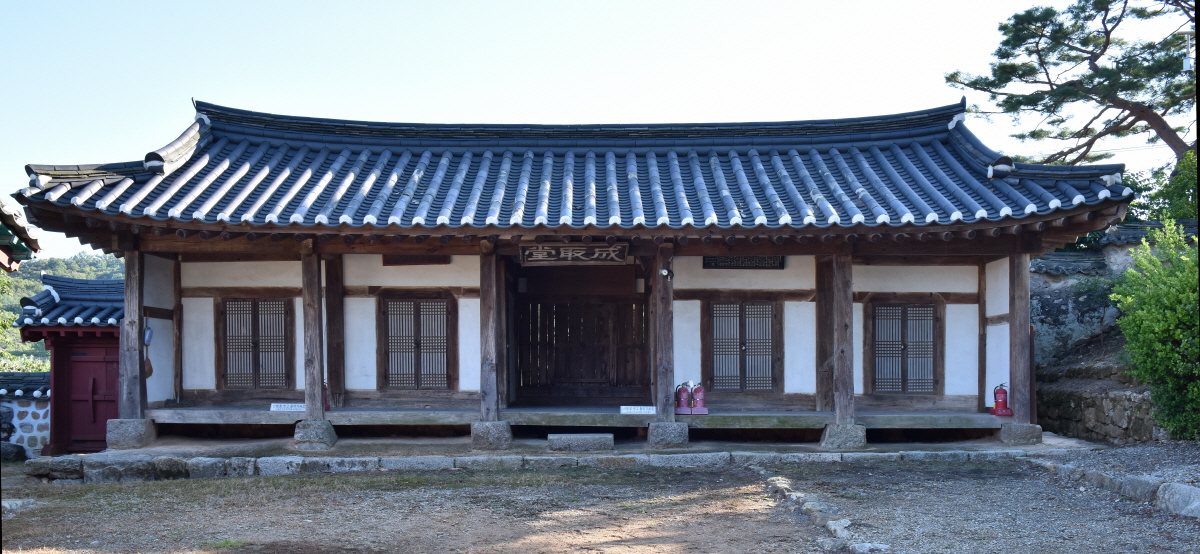
성취당 전경
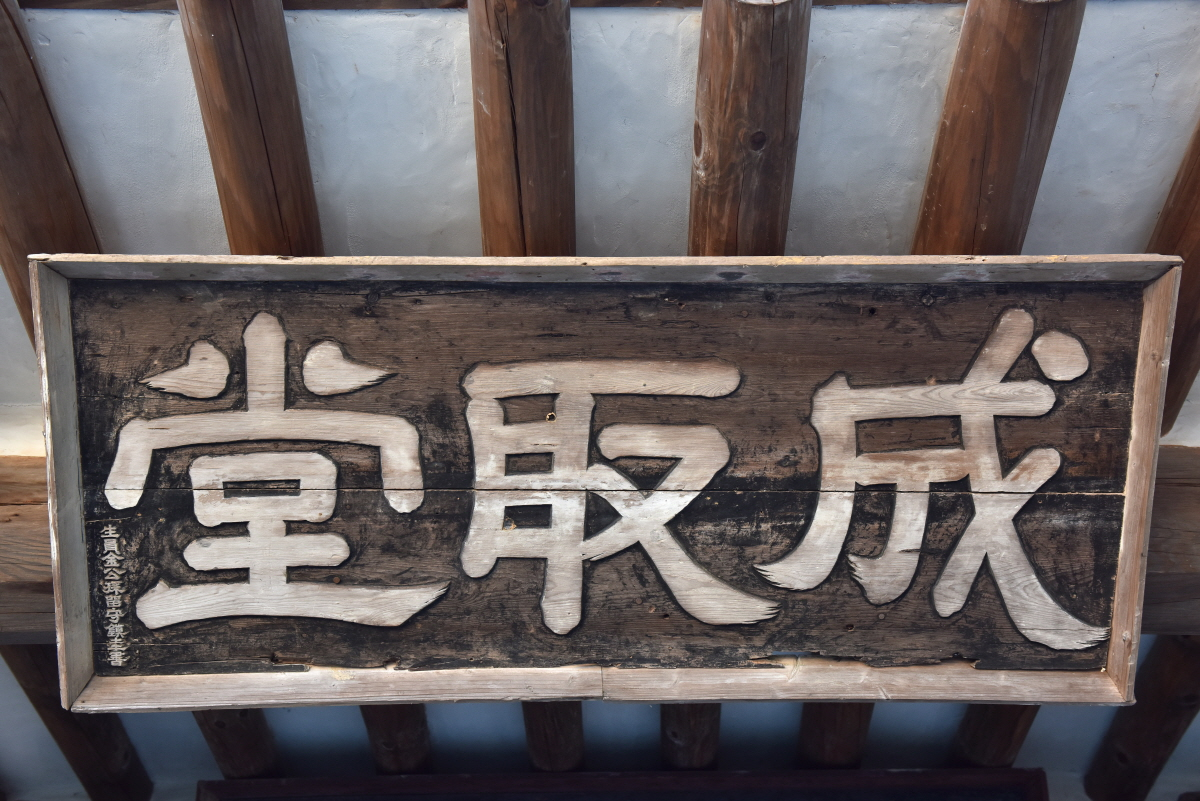
성취당 편액
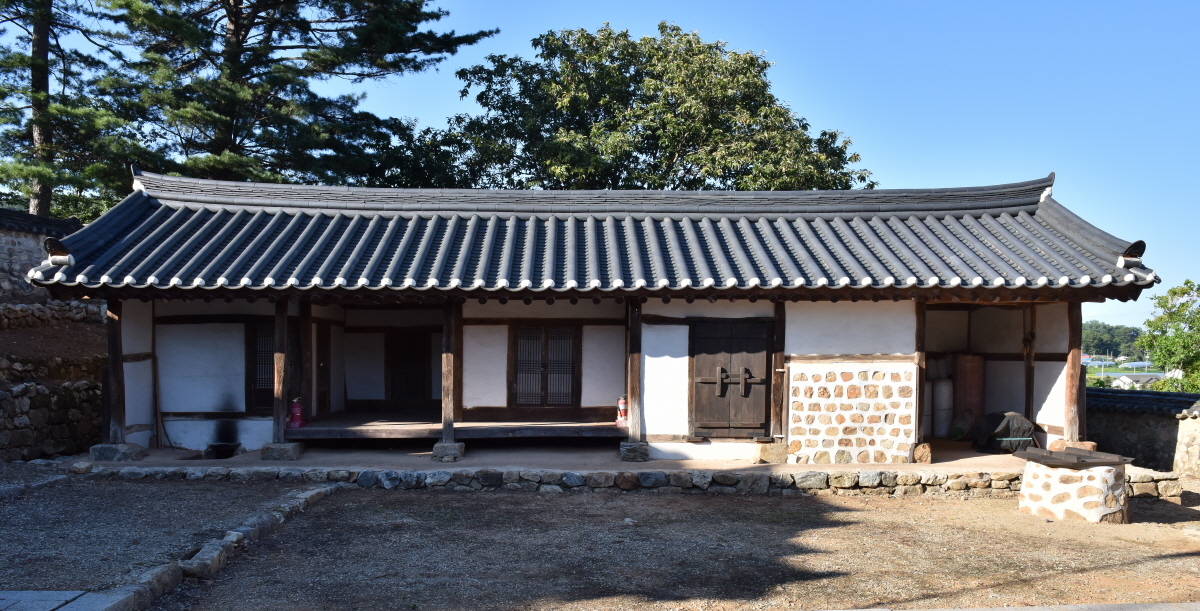
수복방
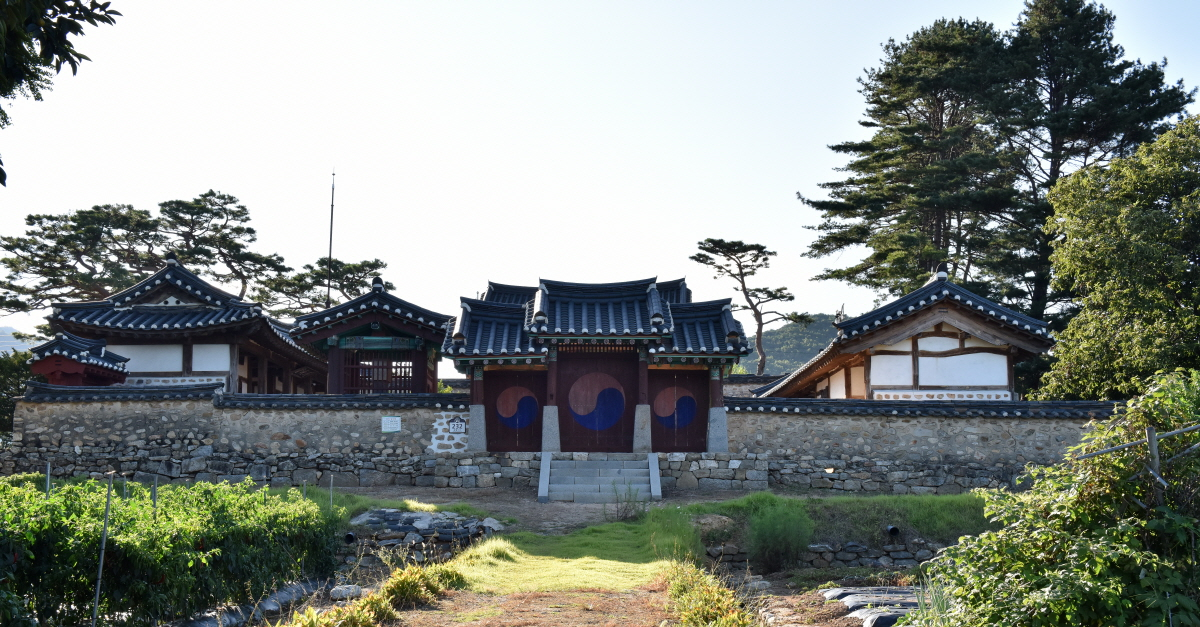
외삼문 전경
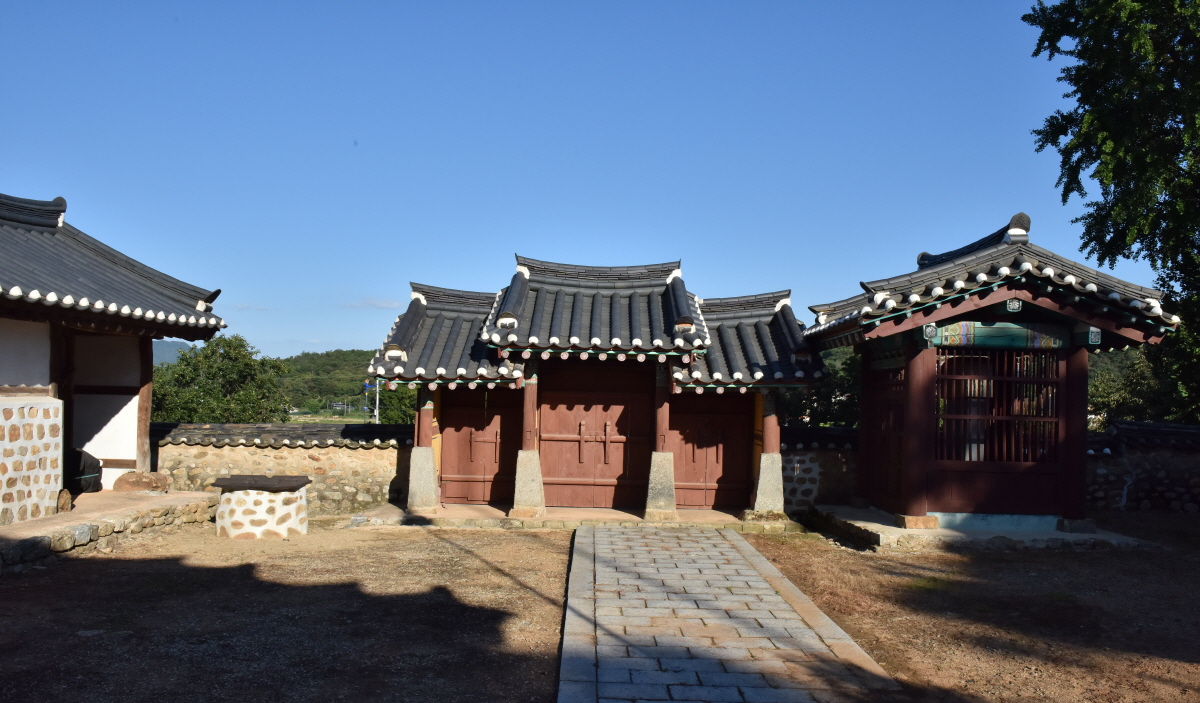
외삼문과 비각
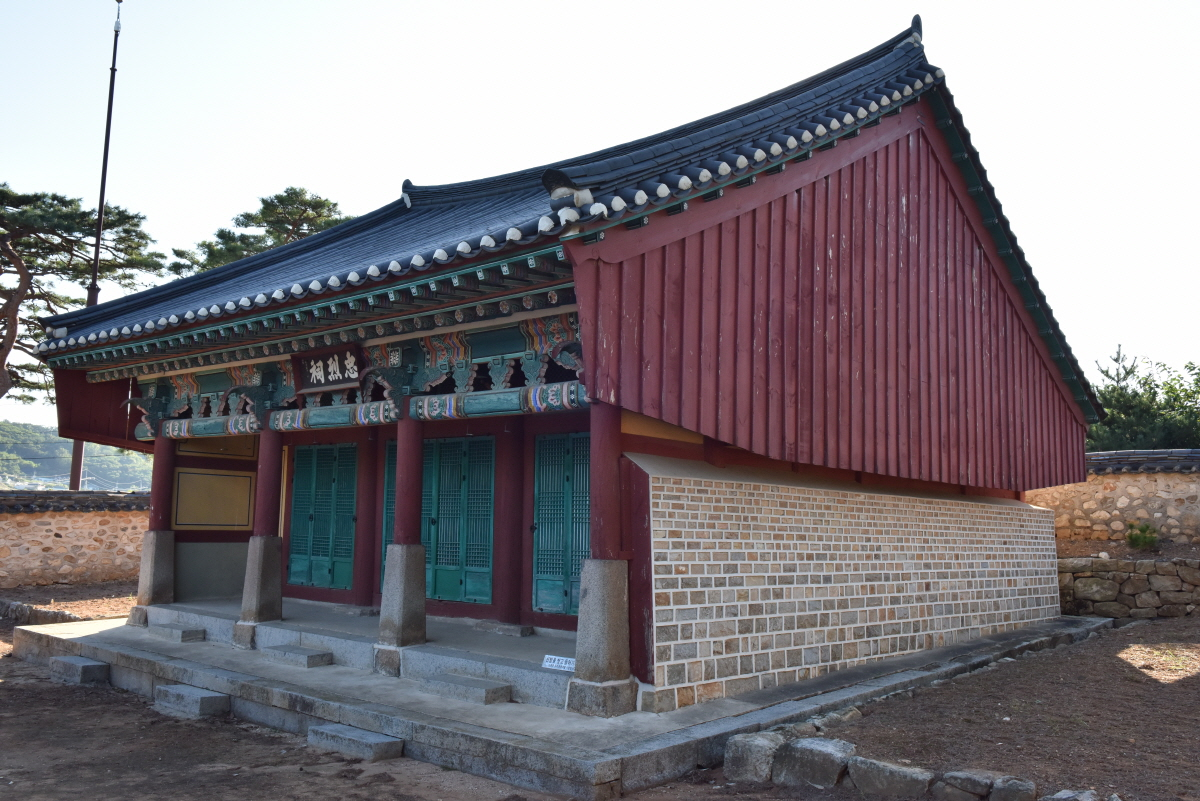
충렬사 측면 풍판

## 같이 보기
- 김상용